# Маслюренс
Маслюре́нс (кат. Masllorenç, вимова літературною каталанською [məsʎu'ɾεns]) - муніципалітет, розташований в Автономній області Каталонія, в Іспанії. Код муніципалітету за номенклатурою Інституту статистики Каталонії - 430799. Знаходиться у районі (кумарці) Баш-Панадес (коди району - 12 та BP) провінції Таррагона, згідно з новою адміністративною реформою перебуватиме у складі баґарії (округи) Камп-да-Таррагона. 

## Населення
Населення міста (у 2007 р.) становить 503 особи (з них менше 14 років - 12,7%, від 15 до 64 - 63,0%, понад 65 років - 24,3%). У 2006 р. народжуваність склала 1 особа, смертність - 3 особи, зареєстровано 3 шлюби. У 2001 р. активне населення становило 181 особа, з них безробітних - 7 осіб.

Серед осіб, які проживали на території міста у 2001 р., 352 народилися в Каталонії (з них 239 осіб у тому самому районі, або кумарці), 38 осіб приїхало з інших областей Іспанії, а 39 осіб приїхало з-за кордону. 

Вищу освіту має 7,9% усього населення. 

У 2001 р. нараховувалося 169 домогосподарств (з них 25,4% складалися з однієї особи, 35,5% з двох осіб,16,6% з 3 осіб, 12,4% з 4 осіб, 4,7% з 5 осіб, 4,1% з 6 осіб, 0,6% з 7 осіб, 0,0% з 8 осіб і 0,6% з 9 і більше осіб).

Активне населення міста у 2001 р. працювало у таких сферах діяльності : у сільському господарстві - 13,8%, у промисловості - 26,4%, на будівництві - 11,5% і у сфері обслуговування - 48,3%. 

 У муніципалітеті або у власному районі (кумарці) працює 173 особи, поза районом - 111 осіб.

### Безробіття
У 2007 р. нараховувалося 12 безробітних (у 2006 р. - 20 безробітних), з них чоловіки становили 41,7%, а жінки - 58,3%.

## Економіка

### Підприємства міста

#### Промислові підприємства
| \| Промислові підприємства міста, за сферою діяльності \| Промислові підприємства міста, за сферою діяльності \| Промислові підприємства міста, за сферою діяльності \| \| Рік \| 2002 р. \| 2001 р. \| \| --------------------------------------------------- \| --------------------------------------------------- \| --------------------------------------------------- \| \| Енергетичні та водні ресурси \| 0,0% \| 0,0% \| \| Хімія та метали \| 12,5% \| 12,5% \| \| Переробка металів \| 25,0% \| 25,0% \| \| Продукти харчування \| 12,5% \| 12,5% \| \| Текстиль \| 50,0% \| 50,0% \| \| Виробництво меблів, видання \| 0,0% \| 0,0% \| \| Інше \| 0,0% \| 0,0% \| \| Усього підприємств \| 8 \| 8 \| |         |         |
| Промислові підприємства міста, за сферою діяльності |         |         |
| Рік | 2002 р. | 2001 р. |
| Енергетичні та водні ресурси | 0,0%    | 0,0%    |
| Хімія та метали | 12,5%   | 12,5%   |
| Переробка металів | 25,0%   | 25,0%   |
| Продукти харчування | 12,5%   | 12,5%   |
| Текстиль | 50,0%   | 50,0%   |
| Виробництво меблів, видання | 0,0%    | 0,0%    |
| Інше | 0,0%    | 0,0%    |
| Усього підприємств | 8       | 8       |

#### Роздрібна торгівля
| \| Підприємства роздрібної торгівлі міста, за сферою діяльності \| Підприємства роздрібної торгівлі міста, за сферою діяльності \| Підприємства роздрібної торгівлі міста, за сферою діяльності \| \| Рік \| 2002 р. \| 2001 р. \| \| ------------------------------------------------------------ \| ------------------------------------------------------------ \| ------------------------------------------------------------ \| \| Продукти харчування \| 27,3% \| 25,0% \| \| Одяг та взуття \| 9,1% \| 8,3% \| \| Товари для дому \| 27,3% \| 25,0% \| \| Книги та періодичні видання \| 0,0% \| 0,0% \| \| Промислова хімічна продукція \| 18,2% \| 16,7% \| \| Продукція, пов'язана з транспортними засобами \| 0,0% \| 0,0% \| \| Інше \| 18,2% \| 25,0% \| \| Усього підприємств \| 11 \| 12 \| |         |         |
| Підприємства роздрібної торгівлі міста, за сферою діяльності |         |         |
| Рік | 2002 р. | 2001 р. |
| Продукти харчування | 27,3%   | 25,0%   |
| Одяг та взуття | 9,1%    | 8,3%    |
| Товари для дому | 27,3%   | 25,0%   |
| Книги та періодичні видання | 0,0%    | 0,0%    |
| Промислова хімічна продукція | 18,2%   | 16,7%   |
| Продукція, пов'язана з транспортними засобами | 0,0%    | 0,0%    |
| Інше | 18,2%   | 25,0%   |
| Усього підприємств | 11      | 12      |

#### Сфера послуг
| \| Підприємства міста, що працюють у сфері послуг, за діяльністю \| Підприємства міста, що працюють у сфері послуг, за діяльністю \| Підприємства міста, що працюють у сфері послуг, за діяльністю \| \| Рік \| 2002 р. \| 2001 р. \| \| ------------------------------------------------------------- \| ------------------------------------------------------------- \| ------------------------------------------------------------- \| \| Гуртова торгівля \| 15,4% \| 18,2% \| \| Готелі та готельний бізнес \| 23,1% \| 18,2% \| \| Транспорт та зв'язок \| 15,4% \| 9,1% \| \| Посередницькі фінансові послуги \| 15,4% \| 18,2% \| \| Послуги підприємствам \| 0,0% \| 0,0% \| \| Послуги фізичним особам \| 30,8% \| 36,4% \| \| Нерухомість та ін. \| 0,0% \| 0,0% \| \| Усього підприємств \| 13 \| 11 \| |         |         |
| Підприємства міста, що працюють у сфері послуг, за діяльністю |         |         |
| Рік | 2002 р. | 2001 р. |
| Гуртова торгівля | 15,4%   | 18,2%   |
| Готелі та готельний бізнес | 23,1%   | 18,2%   |
| Транспорт та зв'язок | 15,4%   | 9,1%    |
| Посередницькі фінансові послуги | 15,4%   | 18,2%   |
| Послуги підприємствам | 0,0%    | 0,0%    |
| Послуги фізичним особам | 30,8%   | 36,4%   |
| Нерухомість та ін. | 0,0%    | 0,0%    |
| Усього підприємств | 13      | 11      |

## Житловий фонд
У 2001 р. 4,7% усіх родин (домогосподарств) мали житло метражем до 59 м2, 20,1% - від 60 до 89 м2, 30,2% - від 90 до 119 м2 і
45,0% - понад 120 м2.

З усіх будівель у 2001 р. 24,8% було одноповерховими, 23,1% - двоповерховими, 52,1
% - триповерховими, 0,0% - чотириповерховими, 0,0% - п'ятиповерховими, 0,0% - шестиповерховими,
0,0% - семиповерховими, 0,0% - з вісьмома та більше поверхами.

## Автопарк
| \| Автомобілі, зареєстровані у місті, за призначенням \| Автомобілі, зареєстровані у місті, за призначенням \| Автомобілі, зареєстровані у місті, за призначенням \| \| Рік \| 2006 р. \| 2005 р. \| \| -------------------------------------------------- \| -------------------------------------------------- \| -------------------------------------------------- \| \| Приватні автомобілі \| 65,0% \| 65,0% \| \| Мотоцикли \| 11,0% \| 11,3% \| \| Вантажівки \| 18,6% \| 19,2% \| \| Трактори \| 0,6% \| 0,7% \| \| Автобуси та ін. \| 4,8% \| 3,8% \| \| Усього автомобілів \| 463 шт. \| 443 шт. \| |         |         |
| Автомобілі, зареєстровані у місті, за призначенням |         |         |
| Рік | 2006 р. | 2005 р. |
| Приватні автомобілі | 65,0%   | 65,0%   |
| Мотоцикли | 11,0%   | 11,3%   |
| Вантажівки | 18,6%   | 19,2%   |
| Трактори | 0,6%    | 0,7%    |
| Автобуси та ін. | 4,8%    | 3,8%    |
| Усього автомобілів | 463 шт. | 443 шт. |

## Вживання каталанської мови
У 2001 р. каталанську мову у місті розуміли 93,6% усього населення (у 1996 р. - 97,1%), вміли говорити нею 86,3% (у 1996 р. - 
88,8%), вміли читати 80,6% (у 1996 р. - 82,2%), вміли писати 40,7
% (у 1996 р. - 38,7%). Не розуміли каталанської мови 6,4%.

## Політичні уподобання
У виборах до Парламенту Каталонії у 2006 р. взяло участь 262 особи (у 2003 р. - 279 осіб). Голоси за політичні сили розподілилися таким чином:
| \| Вибори до Парламенту Каталонії \| Вибори до Парламенту Каталонії \| Вибори до Парламенту Каталонії \| \| Рік \| 2006 р. \| 2003 р. \| \| -------------------------------------- \| ------------------------------ \| ------------------------------ \| \| Конвергенція та Єднання (CiU) \| 58,8% \| 63,1% \| \| Соціалістична партія Каталонії (PSC) \| 13,7% \| 13,6% \| \| Народна партія (PP) \| 1,5% \| 2,5% \| \| Ініціатива за Каталонію — Зелені (ICV) \| 5,0% \| 3,6% \| \| Республіканська лівиця Каталонії (ERC) \| 20,2% \| 16,5% \| \| Громадяни — Громадянська партія (C's) \| 0,8% \| 0,0% \| \| Інші \| 0,0% \| 0,7% \| |         |         |
| Вибори до Парламенту Каталонії |         |         |
| Рік | 2006 р. | 2003 р. |
| Конвергенція та Єднання (CiU) | 58,8%   | 63,1%   |
| Соціалістична партія Каталонії (PSC) | 13,7%   | 13,6%   |
| Народна партія (PP) | 1,5%    | 2,5%    |
| Ініціатива за Каталонію — Зелені (ICV) | 5,0%    | 3,6%    |
| Республіканська лівиця Каталонії (ERC) | 20,2%   | 16,5%   |
| Громадяни — Громадянська партія (C's) | 0,8%    | 0,0%    |
| Інші | 0,0%    | 0,7%    |

У муніципальних виборах у 2007 р. взяло участь 276 осіб (у 2003 р. - 230 осіб). Голоси за політичні сили розподілилися таким чином:
| \| Муніципальні вибори \| Муніципальні вибори \| Муніципальні вибори \| \| Рік \| 2007 р. \| 2003 р. \| \| -------------------------------------- \| ------------------- \| ------------------- \| \| Конвергенція та Єднання (CiU) \| 72,5% \| 92,2% \| \| Соціалістична партія Каталонії (PSC) \| 27,2% \| 0,0% \| \| Народна партія (PP) \| 0,4% \| 7,8% \| \| Ініціатива за Каталонію — Зелені (ICV) \| 0,0% \| 0,0% \| \| Республіканська лівиця Каталонії (ERC) \| 0,0% \| 0,0% \| \| Громадяни — Громадянська партія (C's) \| 0% \| 0% \| \| Інші \| 0,0% \| 0,0% \| |         |         |
| Муніципальні вибори |         |         |
| Рік | 2007 р. | 2003 р. |
| Конвергенція та Єднання (CiU) | 72,5%   | 92,2%   |
| Соціалістична партія Каталонії (PSC) | 27,2%   | 0,0%    |
| Народна партія (PP) | 0,4%    | 7,8%    |
| Ініціатива за Каталонію — Зелені (ICV) | 0,0%    | 0,0%    |
| Республіканська лівиця Каталонії (ERC) | 0,0%    | 0,0%    |
| Громадяни — Громадянська партія (C's) | 0%      | 0%      |
| Інші | 0,0%    | 0,0%    |